# Selene orstedii
la lamparosa colombiana (Selene orstedii) es una especie de peces de la familia Carangidae en el orden de los Perciformes.

## Morfología
• Los machos pueden llegar alcanzar los 33 cm de longitud total.

## Distribución geográfica
Se encuentra desde la Baja California (México) hasta Colombia.